# Павел Гегов
Павел Гегов Станишев е български зограф, иконописец от Дебърската художествена школа.

## Биография
Роден е в голямата мияшка паланка Галичник, тогава в Османската империя. Работи из Албания, в Тетово и Гостивар, в селата Дух, Ново село, Митровски Кръсти и Сушица в Гостиварско, в Реканско, Кичевско и Битолско. Умира в 1880 година от туберкулоза.